# جلوگیری از ارگاسم

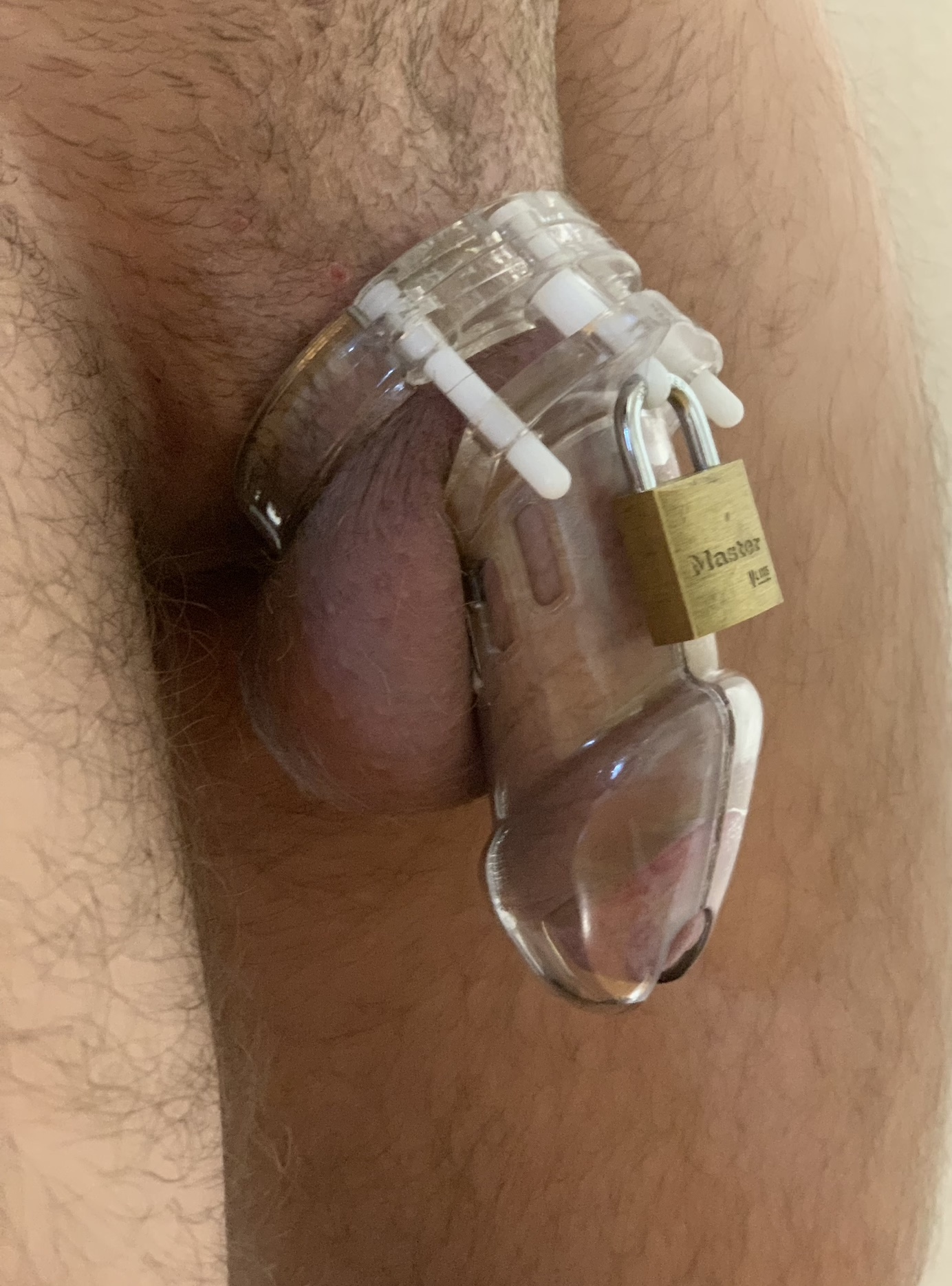
قفس آلت مردانه

جلوگیری از ارگاسم (به انگلیسی: Erotic sexual denial) یک عمل یا یک بازی جنسی است که در آن یک فرد برای لحظاتی به بالاترین حالت برانگیختگی جنسی می‌رسد ولی از وقوع ارگاسم کامل جلوگیری می‌شود. این روش بیشتر در بی‌دی‌اس‌ام و خفت‌بندی کاربرد دارد. جلوگیری از ارگاسم می‌تواند نامی دیگر برای کنترل ارگاسم محسوب شود.
یکی از شیوه‌های نیل به این حالت کاهش یا محرومیت کامل از تحریک نقاط جنسی است و برای جلوگیری از این امر نیز می‌توان از کمربند پاکدامنی استفاده شود.